# Пуркерсдорфский санаторий
Пуркерсдо́рфский санаторий (нем. Sanatorium Purkersdorf) — санаторное здание в австрийском Пуркерсдорфе, ближнем пригороде Вены, построенное в 1904—1905 годах по проекту архитектора Йозефа Хоффмана по заказу Виктора Цукеркандля, генерального директора силезских металлургических заводов в Глейвице. Считается образцом архитектуры в стиле Венского сецессиона.
В 1903 году Цукеркандль приобрёл земельный участок у городской границы Вены, где некогда располагалась водолечебница с парком и лечебным источником. Санаторий работал в большей степени как отель, а не больница и стал местом встреч венского общества и деятелей культуры и искусства. В постояльцах Пуркерсдорфского санатория числились Артур Шницлер, Эгон Фридель, Густав Малер, Арнольд Шёнберг, Гуго фон Гофмансталь и Коломан Мозер. В санатории проводилась бальнеотерапия, физиотерапия, лечебный массаж и лечебная гимнастика. Санаторий оборудован читальными и игровыми комнатами, настольным теннисом, бильярдом и музыкальными салонами. После смерти Виктора Цукеркандля в 1927 году санаторием управляли его племянники. Меблировка санатория, созданная в Венских мастерских, была уничтожена в 1938 году после его ариизации. После 1945 года в Пуркерсдорфском санатории размещался военный госпиталь советских войск. В 1952 году здание было приобретено евангелической церковью и перестроено под больницу. Часть здания занимал дом престарелых. Лечебные учреждения на территории санатория прекратили работу в 1975 году. В 1995 году в здании была проведена реконструкция. В нём проходили различные культурные мероприятия, в 1996—2001 годах проходили представления полидрамы об Альме Малер-Верфель. В настоящее время Пуркерсдорфский санаторий используется как дом престарелых.